# Accident de Dschang
L'accident de Dschang est un accident de la route survenu le 27 janvier 2021 à la falaise de Dschang, près de Dschang, au Cameroun.

## Déroulement
Un bus de passagers exploité par une agence de voyages interurbains entre en collision avec une camionnette transportant du carburant.
Jean Ernest Massena Ngalle Bibehe, ministre camerounais des Transports, a déclaré que le bus appartenait à Menoua Voyages, une agence opérant dans la région.

### Bilan
Le bilan officiel est de 53 morts et 29 blessés souffrant de graves brûlures.

### Causes
Le gouverneur de la région de l'Ouest du Cameroun, Augustine Awa Fonka, a déclaré que le brouillard pouvait avoir été une cause de l'accident, et une enquête initiale a révélé que la camionnette avait un «problème de frein». Il a dit plus tard que la camionnette transportait du «carburant frelaté», ce qui est interdit.
Manfred Missimikin de l'ONG de prévention des accidents de la route Securoute a déclaré qu'une «succession de négligences» était à l'origine de la tragédie. «La camionnette transportant du carburant n'était pas autorisée à le faire», a-t-il déclaré à l'Agence France-Presse.

## Conséquences
Une enquête est ouverte par les autorités du Cameroun.